# Asphyx
Gli Asphyx sono un gruppo musicale death doom metal olandese formatosi a Oldenzaal nel 1987. La band unisce massicce influenze doom metal al classico death. I temi principali dei testi delle loro canzoni sono la morte, la dannazione e l'occulto.

## Storia del gruppo
Il gruppo fu formato nel 1987 da Bob Bagchus e Tony Brookhuis e si ispirò subito al sound di band come Venom, Possessed, Hellhammer, Messiah e Death. Nel 1988 registrarono su musicassetta il loro primo demo, interamente strumentale, intitolato Carnage Remains. Quello stesso anno Christian "Chuck" Colli si unì al gruppo in veste di bassista e cantante e assieme a lui il gruppo registrò il suo secondo demo, Enter The Domain.

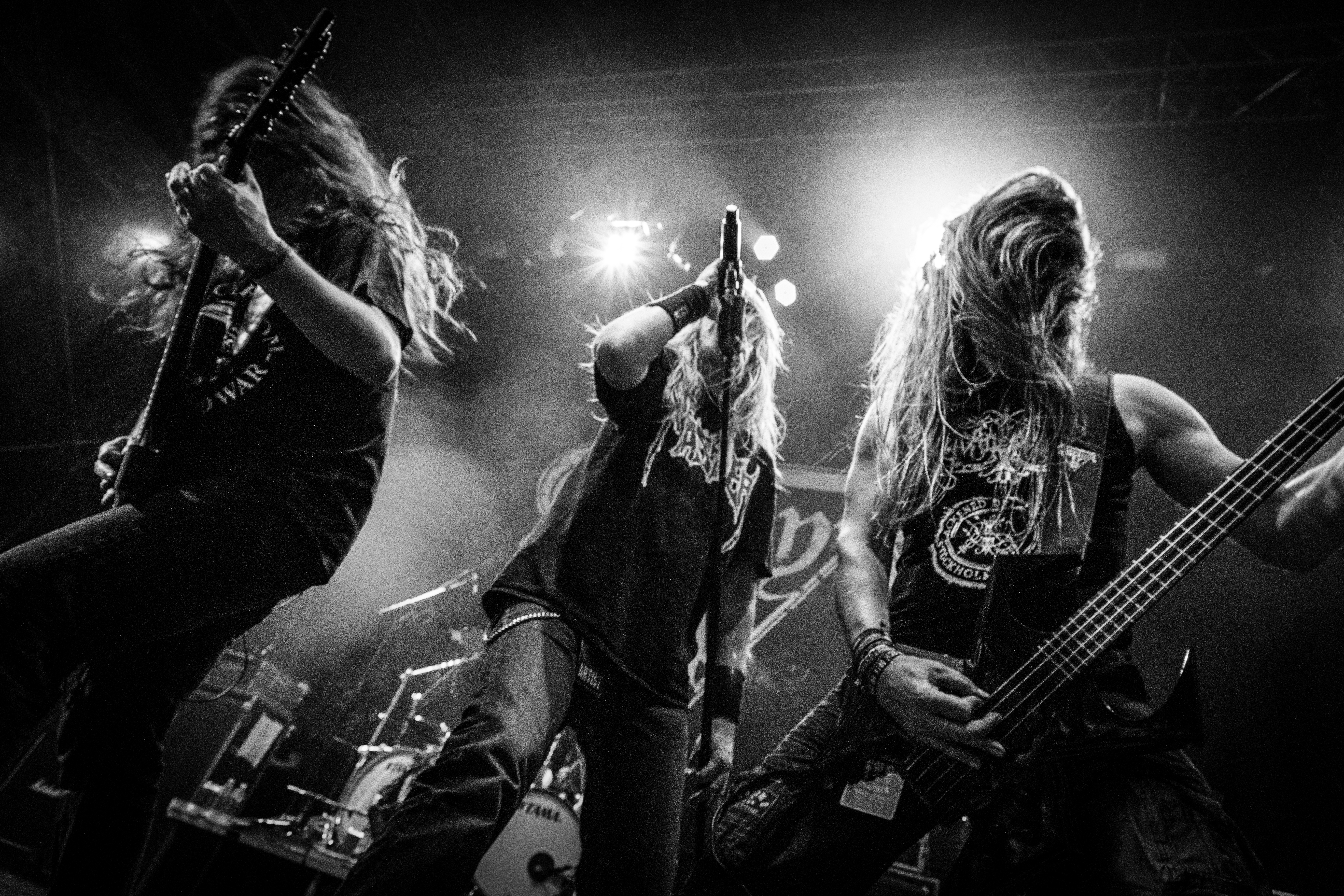
Gli Asphyx al Turock Open Air 2016

Dopo aver sostituito Colli con Benno Kremers e successivamente con Theo Loomans, Eric Daniels fu reclutato come secondo chitarrista e fu inciso il terzo demo del gruppo, Crush the Cenotaph, nella primavera del 1988 e tramite esso gli Asphyx si conquistarono l'attenzione dell'underground musicale estremo europeo e vendettero ben 5 000 copie.
Un'ulteriore registrazione, il 7" Mutilating Process del 1989, ottenne una distribuzione da parte della Gore Records, una sottodivisione della Nuclear Blast Records. Tony Brookhuis lasciò gli Asphyx dopo queste registrazioni.
Nel 1990 gli Asphyx furono invitati ad aprire un concerto dei i Paradise Lost ad Hardenberg.

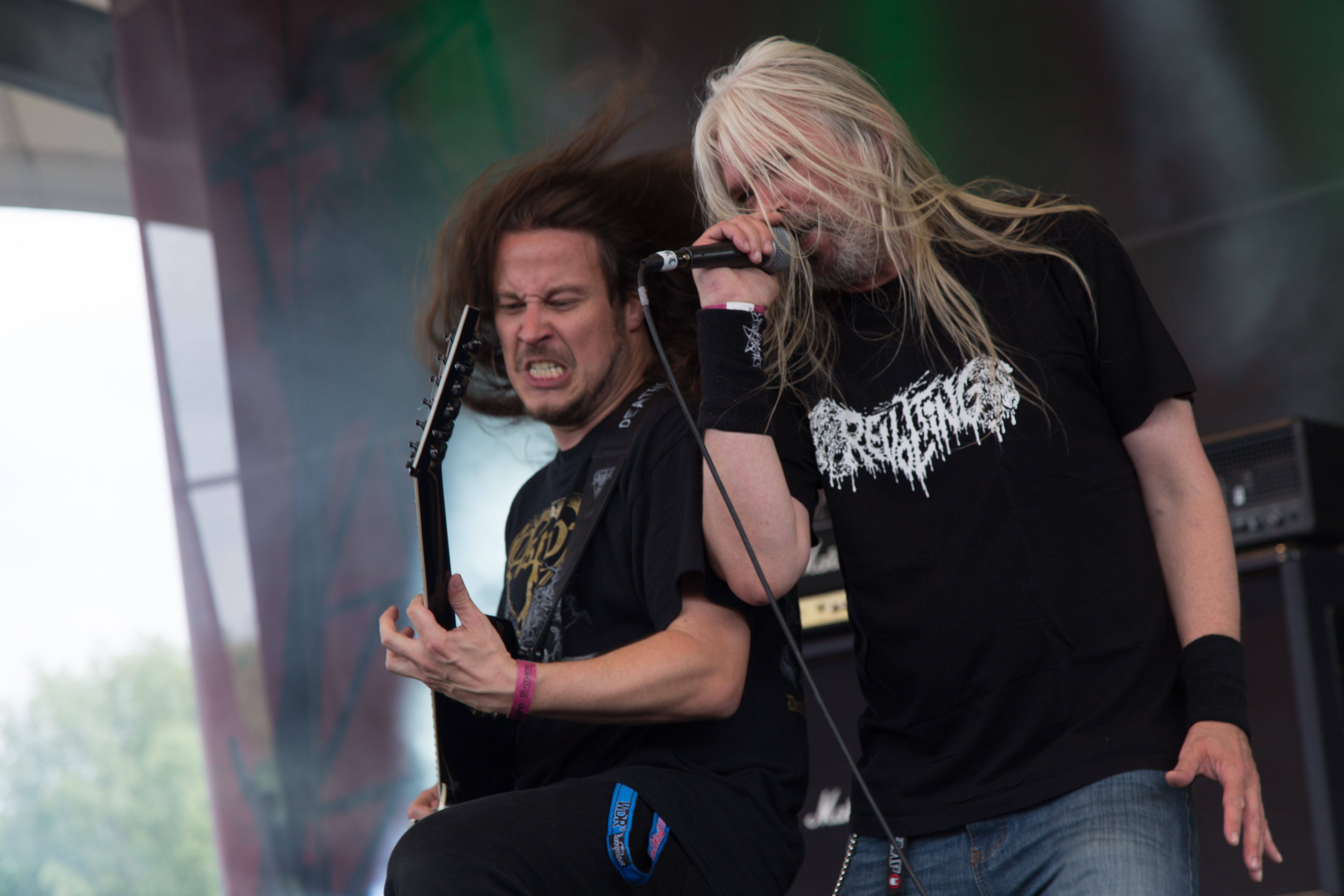
Paul Baayens e Martin Van Drunen

Il gruppo entrò poi in studio per registrare l'album di debutto per la label britannica CMFT Productions dal titolo Embrace The Death. A causa dei problemi finanziari dell'etichetta il disco non poté essere realizzato se non anni dopo. Ciononostante cominciarono a circolare nel circuito europeo versioni non ufficiali di questo disco, alimentando lo status di gruppo cult per l'underground metal continentale.
Il cantante Martin van Drunen abbandonò i seminali death/thrashers olandesi Pestilence alla fine del 1990 per questioni personali e subito dopo entrò negli Asphyx per sostituire Theo Loomans. Il secondo album registrato dal gruppo (in questo caso il debutto ufficiale), The Rack, fu realizzato nell'aprile del 1991, e fu registrato con un budget scarsissimo che permise loro di ottenere un sound il più possibile primitivo e senza troppi fronzoli. Il disco ottenne delle ottime vendite anche grazie al tour europeo assieme agli Entombed.

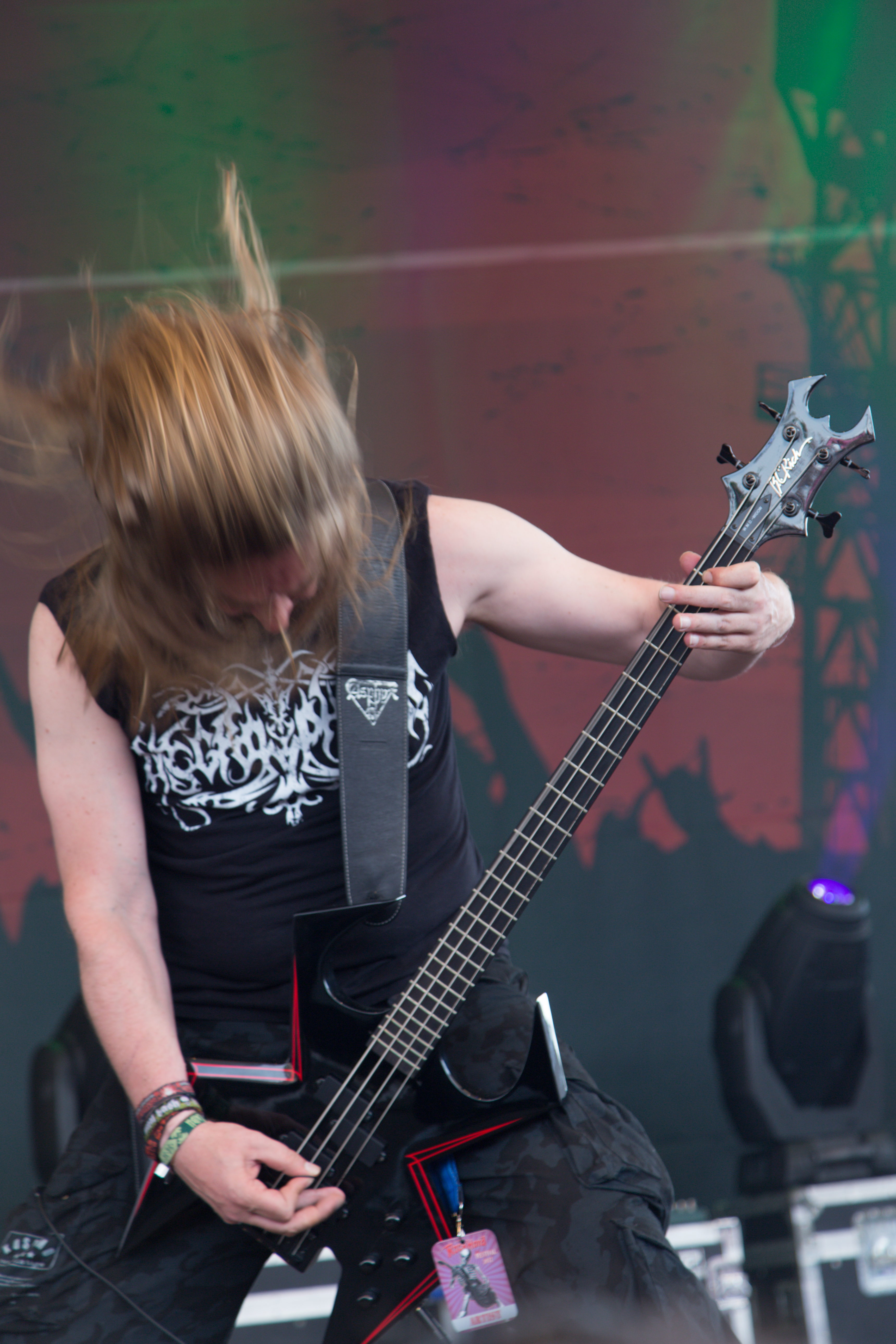
Alwin Zuur

Crush the Cenotaph, uscito nel 1992, fu un mini-album prodotto da Waldemar Sorychta e contenente materiale registrato nuovamente dell'era pre-van Drunen e tracce live. 
Il secondo album in studio Last One on Earth, registrato agli Harrows Studios, vide la luce ad ottobre sviluppando nelle sue linee uno stile tutto europeo fatto di un approccio più spirituale che spettacolare. Di lì seguì un tour europeo con i due gruppi britannici Benediction e Bolt Thrower; questa esperienza fu molto significativa per Martin van Drunen che, anche in seguito alle liti ed incomprensioni negli Asphyx, rimase talmente affascinato dalle potenzialità dei Bolt Thrower (e viceversa) che nel 1994 ne diventò bassista e cantante.
Emerse così una nuova formazione per gli Asphyx, con l'arrivo di Ron Van Pol alla voce e al basso, Eric Daniels alle chitarre e Sander Van Hoof (poi nei God Dethroned) alla batteria. Questa formazione registrò un nuovo album, intitolato semplicemente Asphyx, nel luglio del 1994, scegliendo come studio lo Stage One a Bühne, in Germania, con Andy Classen degli Holy Moses dietro la console.

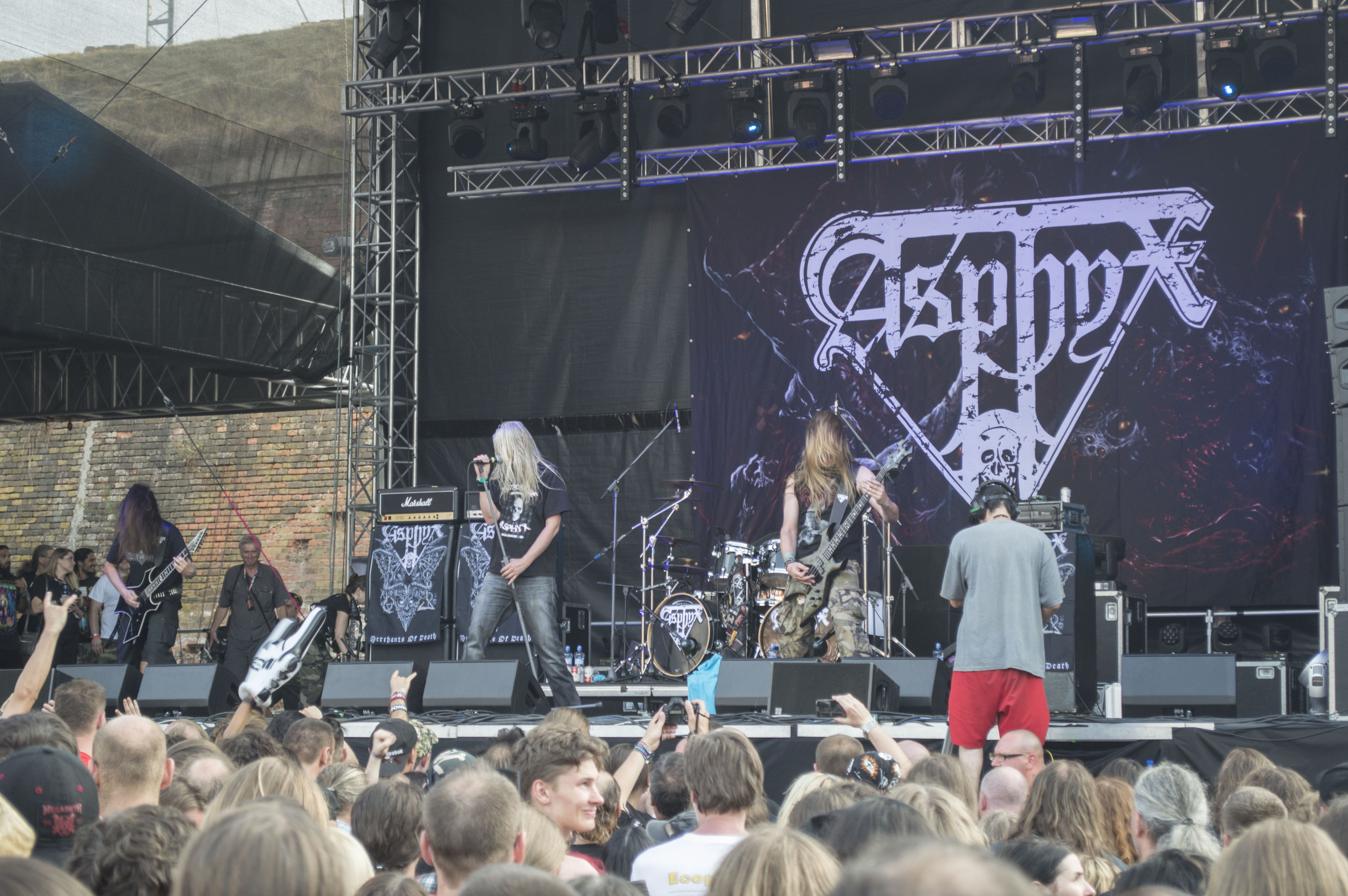
Il gruppo al Brutal Assault 2015

Ulteriori rimaneggiamenti alla formazione occorsero nel 1995 quando Eric Daniels momentaneamente si unì agli Eternal Solstice e il cantante originario Theo Loomans rientrò in formazione. Loomans registrò le parti di voce e basso per il nuovo album God Cries, uscito nel maggio del 1996, con l'aggiunta di Ronny van der Wey alle chitarre.
Anche il dimenticato primo album Embrace the Death poté finalmente essere realizzato ufficialmente nello stesso anno attraverso la Century Media Records con tracce bonus dal singolo Mutilating Process.
Il gruppo formato da Daniels, Bagchus e il cantante e bassista Wannes Gubbels, cambiò nome in Soulburn per l'uscita di Feeding on Angels del 1998. Tragicamente, Theo Loomans rimase ucciso nello stesso periodo.

I Soulburn chiaramente inclusero canzoni classiche del repertorio degli Asphyx nelle loro esibizioni live e in occasione della successiva uscita discografica si accorsero che sarebbe stato più saggio riprendere il vecchio nome per un sound che ne era praticamente la copia. A prova di ciò Bob Bagchus, batterista fondatore della band in un'intervista del 2007 ha dichiarato:
"Soulburn e Asphyx sono totalmente la stessa cosa, sia dal punto di vista musicale e che dal punto di vista dell'atteggiamento. Solo il nome è diverso. Il fatto era che nessuno si aspettava nulla dai Soulburn, quindi non abbiamo avuto alcuna pressione. Se avessimo riformato gli Asphyx in quel momento, avremmo dovuto affrontare molto più stress, pressione e aspettative."
Dopo aver suonato per quattro date dal vivo, Wannes, Eric e Bob decidono di tornare sulla scena con il nome Asphyx (ad ogni modo, nel 2014, Eric Daniels e Bob Bagchus hanno riportato in attività i Soulburn con un sound più tendente al black metal.) e così pubblicano On the Wings of Inferno nel 2000, che fu l'ultimo album in studio per gli Asphyx, dato che di lì a breve venne dato l'annuncio che il gruppo si sarebbe sciolto.
Nel gennaio del 2007 il gruppo, dopo le innumerevoli richieste da parte dei fans, si è riunito con la seguente formazione: Martin van Drunen (voce), Wannes Gubbels (basso e voce), Paul Baayens (chitarre) e Bob Bagchus (batteria).

## Formazione

### Formazione attuale
- Martin van Drunen – voce (1990-1992, 2007-presente), basso (1991-1992)
- Paul Baayens – chitarra (2007-presente)
- Alwin Zuur – basso (2010-presente)
- Stefan Hüskens – batteria (2014-presente)

### Ex componenti
- Bob Bagchus – batteria (1987-1993, 1996, 1997-2000, 2007-2014)
- Eric Daniels – chitarra (1989-1995, 1997-2000)
- Theo Loomans – voce, basso e chitarra (1989-1990, 1996, 1997)
- Wannes Gubbels – basso e voce (1997-2000, 2007-2010)
- Christian "Chuck" Colli – basso e voce (1987-1989)
- Ron van Pol – basso e voce (1992-1994)
- Tony Brookhuis – chitarra (1987-1989)
- Ronny van der Wey – chitarra (1988-1989, 1995)
- Sander van Hoof – batteria (1994)
- Heiko Hanke – tastiera (1994)

## Discografia

### Album in studio
- 1991 – The Rack
- 1992 – Last One on Earth
- 1994 – Asphyx
- 1996 – Embrace the Death
- 1996 – God Cries
- 1998 – Feeding on Angels (pubblicato sotto il nome "Soulburn")
- 2000 – On the Wings of Inferno
- 2009 – Death... The Brutal Way
- 2012 – Deathhammer
- 2016 – Incoming Death
- 2021 – Necroceros

### Demo
- 1988 – Carnage Remains
- 1988 – Enter the Domain
- 1989 – Crush the Cenotaph
- 1991 – Promo '91

### EP
- 1992 – Crush the Cenotaph
- 2012 – Reign of the Brute
- 2016 – Servants of Death